# Gaetano Miccichè
Gaetano Miccichè (Palermo, 12 ottobre 1950) è un dirigente d'azienda e dirigente sportivo italiano, attuale presidente della divisione Imi del gruppo Intesa Sanpaolo e vicepresidente di Prelios e presidente di Engineering Ingegneria Informatica S.p.A..

## Biografia
Gaetano Miccichè nasce a Palermo il 12 ottobre 1950 in una famiglia agiata della borghesia palermitana. Il padre, Gerlando (1921-2019), era un alto dirigente del Banco di Sicilia (vicedirettore generale). 
Gaetano ha tre fratelli: Gianfranco, Guglielmo (che è stato vice presidente del Palermo dal 2004 al 2017) e Gabriele.
Suo zio Luigi, invece, fu consigliere della stessa società rosanero alla fine degli anni cinquanta.
Già nel 1971  entra alla Cassa Centrale Risparmio delle Province Siciliane, dove arriva a ricoprire il ruolo di responsabile clientela corporate.
Laureato in Giurisprudenza, nel 1984 ha conseguito il Master in Business Administration presso l'Università Bocconi di Milano.
Nel 1989 lascia la banca perché diviene Direttore centrale Finanza di Rodriquez S.p.A., società leader mondiale nel settore della navigazione veloce.
Dal 1992 al 1995 è prima Direttore Generale e successivamente Liquidatore delegato in Gerolimich - Unione Manifatture, holding di partecipazioni in diversi settori industriali.
Nel 1996 diventa Direttore generale di Santavaleria S.p.A., holding di partecipazioni industriali nei settori chimica e vetro.
Dal 1997 al 2002 ricopre la carica di Amministratore delegato e Direttore generale di Olcese S.p.A.
Nel 2002 torna nel settore bancario, in Banca Intesa S.p.A., chiamato da Corrado Passera, dove assume da giugno 2002 la responsabilità della Direzione Large Corporate e Structured Finance e da gennaio 2005 la responsabilità della Divisione Corporate.
Passa nel 2007 nel gruppo Intesa Sanpaolo S.p.A. e ricopre il ruolo di Responsabile Divisione Corporate & Investment Banking fino ad aprile 2016.
Dal 2010 fino al 2016 assume la carica di Direttore generale, Responsabile della Divisione Corporate e Investment Banking di Intesa Sanpaolo S.p.A. e dal 2013 per 3 anni è membro del Consiglio di Gestione.
Parallelamente, dal 2007 al 2015, Gaetano Miccichè è anche amministratore delegato dell'istituto bancario d'investimento Banca IMI. e da quella data al 2016 vicepresidente.
Tra gli altri incarichi ricoperti quello di Consigliere di Amministrazione di Alitalia S.p.A.
Inoltre, dall'aprile del 2011 all'aprile del 2014 ha fatto parte del consiglio di amministrazione di Telecom Italia, azienda in cui aveva già ricoperto la carica di Consigliere di Amministrazione dal 2007 al 2011.
Dal 2016 fino al 28 luglio 2021 (giorno in cui per impegni presenti e futuri rassegna le dimissioni) è membro del Consiglio di RCS MediaGroup, e, sempre dal 2016, è membro del Comitato Scientifico del Politecnico di Milano.. Dal 31 marzo 2016 lascia la Direzione generale di Intesa Sanpaolo per divenire presidente di Banca Imi.
Il 19 marzo 2018 viene eletto all'unanimità come nuovo presidente della Lega Serie A, entrando però in carica dopo il rinnovo completo della dirigenza il 28 maggio successivo. Ad ottobre con l'elezione di Gabriele Gravina a presidente della FIGC Miccichè diventa vice presidente. Il 19 novembre 2019 rassegna le dimissioni da presidente della Lega Serie A prima di conoscere gli esiti dell'istruttoria condotta dalla FIGC per presunte irregolarità durante le elezioni dell’anno prima.
Il 31 marzo 2020 entra nel CdA di Prelios SpA, della quale sarà nominato vicepresidente.
Dal 6 agosto è il nuovo consigliere delegato e direttore generale di UBI Banca, espressione di Intesa Sanpaolo S.p.A. che diventata azionista di riferimento in UBI Banca dopo il successo dell'OPS lanciata il 18 febbraio dello stesso anno.
Il 28 marzo 2022 viene nominato presidente di Engineering Ingegneria Informatica S.p.A., il più grande gruppo tecnologico italiano.